# ホワイト・ライズ
『ホワイト・ライズ』（原題: Wicker Park）は2004年に製作されたポール・マクギガン監督のアメリカ合衆国の映画である。1996年のフランス映画『アパートメント』（L'Appartement）のリメイク。
ホワイト・ライズは「方便」という意味。

## ストーリー
結婚式を控えてニューヨークからシカゴに戻っていたエリートビジネスマンのマシューは、通りでかつての恋人、リサの姿を見つけた。リサを深く愛していたマシューだったが、2年前、リサは何も言わず突然姿を消してしまったのだった。マシューはリサのことが忘れられず、彼女の後を追ってシカゴの街を彷徨う。

## キャスト
| 役名               | 俳優                   | 日本語吹替 |
| ------------------ | ---------------------- | ---------- |
| マシュー・サイモン | ジョシュ・ハートネット | 平田広明   |
| アレックス         | ローズ・バーン         | 阿部桐子   |
| リサ               | ダイアン・クルーガー   | 甲斐田裕子 |
| ルーク             | マシュー・リラード     | 成田剣     |
| レベッカ           | ジェシカ・パレ         | 弓場沙織   |
| ダニエル           | クリストファー・カンズ | 藤原啓治   |

- その他の声の吹き替え：野沢由香里／小池亜希子／入江崇史／福田信昭／林佳代子／小柳洋子